# Єлшане
Єлшане (словен. Jelšane) — поселення в общині Ілірська Бистриця, Регіон Нотрансько-крашка, Словенія. Висота над рівнем моря: 498,5 м.